# Bruce McDonald (director)
Bruce McDonald (nascut el 28 de maig de 1959) és un director, escriptor i productor de cinema i televisió canadenc. Nascut a Kingston (Ontario), va guanyar protagonisme a la dècada de 1980 com a part de la Toronto New Wave.
Des de llavors, McDonald ha dirigit més d'una dotzena de llargmetratges al llarg de la seva carrera cinematogràfica de quatre dècades. The Hollywood Reporter l'ha anomenat un "cineasta iconoclasta". Diverses de les seves pel·lícules, que van des del fals documental fins a pel·lícula de terror, han atret seguidors de culte.
Les seves pel·lícules més destacades inclouen Roadkill (1989), Highway 61 (1991), Hard Core Logotip (1996), Pontypool (2008), Trigger (2010) i Hellions (2015). Hard Core Logo s'ha classificat sovint entre les pel·lícules més grans que s'han sortit mai del Canadà.

## Primers anys
McDonald va néixer a Kingston (Ontario), i més tard es va traslladar a Toronto, on es va graduar a l'escola de cinema de la Ryerson University. A Ryerson va fer els curtmetratges Merge (1980) i Let Me See... (1982), que va guanyar el Premi Norman Jewison la millor pel·lícula d'estudiants a l'Exposició Nacional del Canadà de 1982 i es va projectar al Festival Internacional de Cinema de Toronto. Jewison ha estat mentor de McDonald al llarg de la seva carrera.

## Carrera

### Dècades de 1980-1990
McDonald va començar la seva carrera cinematogràfica a la dècada de 1980. Va començar com a assistent de producció i conductor, i va ser cameraman ajudant i editor de pel·lícules de Atom Egoyan, Ron Mann, Peter Mettler, i Amnon Buchbinder.
El seu debut com a director de llargmetratge, Roadkill, va guanyar el premi a la millor pel·lícula canadenca al Festival Internacional de Cinema de Toronto i McDonald es va guanyar certa notorietat i l'atenció dels mitjans quan va fer broma, mentre acceptava el seu premi de 25.000 dòlars del TIFF per Roadkill, que planejava gastar els diners en "una gran partida de haixix".
Roadkill va ser la primera d'una trilogia de road movies, incloses Highway 61 (1991) i Hard Core Logo (1996) —la pel·lícula va llançar la seva reputació com a independent inconformista. Roadkill va ser un èxit de públic i de crítica. Highway 61 (1991) va ser nomenada millor pel·lícula canadenca al Festival Internacional de Cinema de Vancouver i va guanyar premis a festivals de Brussel·les i San Sebastià. El 1996, Hard Core Logo va guanyar el premi a la millor pel·lícula canadenca al Sudbury's Cinefest i al Vancouver International Film Festival, marcant la seva segona victòria en aquest últim.
Hard Core Logo s'ha classificat amb freqüència entre les millors pel·lícules que han sortit mai del Canadà, i es considera una pel·lícula innovadora de McDonald's. La pel·lícula va guanyar el Premi Genie al millor èxit en música (cançó original per la cançó "Who the Hell Do You Think You Are?") i va ser nominada per a cinc premis més, entre ells el de millor pel·lícula i millor direcció. Va guanyar la millor pel·lícula canadenca al Sudbury Cinéfest i, al Festival de Cinem de Vancouver, va rebre el premi CITY-TV de 10.000 dòlars a la millor pel·lícula canadenca, i Baker va guanyar el premi Rogers al millor guió canadenc.

### Dècades del 2000–2010
Des de finals de la dècada de 1990, McDonald ha dirigit desenes de produccions de cinema i televisió. La seva pel·lícula del 2006, The Tracey Fragments, es va estrenar al 57è Festival Internacional de Cinema de Berlín, on va rebre el premi Manfred Salzgeber per la realització de cinema innovador. The Tracey Fragments va ser escollit com una de les millors 10 millors pel·lícules canadenques del 2007 pel Festival Internacional de Cinema de Toronto. Després va dirigir la pel·lícula de terror Pontypool, que també va ser seleccionada com una de les 10 millors pel·lícules canadenques de l'any, aquesta vegada el 2008, pel Festival Internacional de Cinema de Toronto.
El 2009, McDonald va dirigir tres curtmetratges per al projecte multiplataforma City Sonic. McDonald, juntament amb sis directors més, van rodar 20 curtmetratges sobre músics de Toronto i els llocs on es va transformar la seva vida musical. McDonald va dirigir pel·lícules protagonitzades per Die Mannequin, els Cancer Bats i Geddy Lee de Rush.
La seva pel·lícula de 2010 Trigger va ser la primera pel·lícula que es va projectar al nou TIFF Lightbox de Toronto. La pel·lícula va ser planejada originalment a finals de la dècada de 1990 com a pel·lícula acompanyant del Hard Core Logo de McDonald's, que hauria protagonitzat Hugh Dillon i Callum Keith Rennie. Tanmateix, el treball a la pel·lícula va romandre inactiu fins que McDonald i el guionista Daniel MacIvor van decidir reescriure el seu guió original per tractar-se de dues dones; aquests papers van ser interpretats finalment per Tracy Wright i Molly Parker. Wright, amb qui McDonald havia treballat sovint al llarg de la seva carrera, estava sotmesa a tractament per a càncer de pàncrees durant la producció de la pel·lícula. Va ser l'última pel·lícula que va completar abans de la seva mort.
This Movie Is Broken, una pel·lícula de concerts sobre Broken Social Scene es va estrenar el 25 de juny de 2010.
Hard Core Logo 2 es va estrenar al Whistler Film Festival el 4 de desembre de 2010, amb els membres de Die Mannequin i McDonald caminant per la catifa vermella. Les expectatives per a Bruce McDonald van ser altes quan va publicar la segona part del Hard Core Logo. Això va fer que la pel·lícula rebés crítiques diverses; Postmedia News va escriure que és una pel·lícula sobre "inspiració artística, mantenir un cor creatiu pur i connectar amb els altres mitjançant una expressió honesta" mentre que The Globe and Mail es va referir a la pel·lícula com que no donava a l'audiència "cap sentit d'urgència, desig o necessitat" per continuar mirant.
El 2011, va produir la sèrie de televisió documental Yonge Street: Toronto Rock & Roll Stories, centrada en la història de l'escena musical de Yonge Street a Toronto als anys 60, per a Bravo.
El 2014, va dirigir el thriller de terror Hellions (2015) protagonitzat per Chloe Rose, que es va estrenar al Festival de Cinema de Sundance de 2015 i més tard es va projectar al Festival Internacional de Cinema de Toronto de 2015. La seva pel·lícula posterior Weirdos, es va estrenar el 2016.

### Dècada de 2020
El llargmetratge més recent de McDonald és Dreamland, que es va estrenar el 5 de juny de 2020.

## Recepció
A principis de la seva carrera, se'l coneixia com un "noi dolent" del cinema canadenc. Diverses de les seves pel·lícules, que van des del fals documental fins a pel·lícula de terror, han atret seguidors de culte.
Variety va descriure les seves pel·lícules com a "combinació d'humor amb aventura, música o terror". The Hollywood Reporter l'ha anomenat un "cineasta iconoclasta".

## Vida personal
McDonald resideix actualment a Toronto amb la seva dona, Dany Chiasson, que treballa com a director de fotografia i cineasta, i la seva filla.

## Filmografia

### Cinema
- Roadkill (1989)
- Highway 61 (1991)
- Dance Me Outside (1994)
- Hard Core Logo (1996)
- Elimination Dance (1998)
- Picture Claire (2001)
- The Love Crimes of Gillian Guess (2004)
- The Tracey Fragments (2007)
- Killer Wave (2007)
- Pontypool (2008)
- This Movie Is Broken (2010)
- Trigger (2010)
- My Babysitter's a Vampire (2010)
- Hard Core Logo 2 (2010)
- The Husband (2013)
- Hellions (2015)
- Weirdos (2016)
- Dreamland (2019)

### Televisió
- American Whiskey Bar (1998)
- Darcy's Wild Life (2006; 1 episodi: "Trash Talk")
- Heartland (2014–2018; 8 episodis)
- Dark Matter (2015–2017; 5 episodis)
- Creeped Out (2017–2019; 8 episodis)
- Ransom (2019; 2 episodis)
- Malory Towers (2020–2024; 31 episodis); també productor
- From (2024; 2 episodis)